# Danilo Turcios
Danilo Elvis Turcios Funes (Sonaguera, 8 maggio 1978) è un ex calciatore honduregno, centrocampista del Club Deportivo Olimpia.

## Carriera

### Club
Nato a Sonaguera, Honduras debuttò nella Liga Nacional de Fútbol de Honduras con l'Universidad di Tegucigalpa grazie anche al talent scout Hermelindo Cantarero, facendosi apprezzare per la versatilità. Dopo aver giocato nel club universitario, passò al Club Deportivo Motagua, rimanendovi sei mesi, che bastarono però a vincere il campionato. Trasferitosi al Club Atlético Peñarol di Montevideo, ebbe l'opportunità di disputare la Copa Libertadores. Successivamente passò al Tecos UAG, squadra della città messicana di Guadalajara, giocando l'Apertura 2003 da titolare, totalizzando 21 presenze e segnando una rete: dal Clausura 2004 in poi lo spazio diminuì, tanto che decise di tornare al Club Deportivo Olimpia di Tegucigalpa.
Con la squadra, tra le più titolate d'Honduras, Turcios vinse tre campionati consecutivi dal 2005 al 2006. Grazie a questi risultati, il Comunicaciones, squadra del Guatemala, si assicurò le prestazioni di Turcios, che però si infortunò poco dopo il suo arrivo; vedendosi negato il supporto economico da parte del club Crema, decise di non tornare in Guatemala, rifiutando di onorare oltre il suo contratto. Terminata la riabilitazione, il 25 maggio 2007 firmò un nuovo contratto con l'Olimpia.

### Nazionale
Turcios partecipò ai XII Giochi Panamericani tenutisi a Winnipeg, Canada nel 1999: in questa competizione segnò la rete che aprì la semifinale Honduras-Canada 2-0. L'Honduras perse poi la finale, aggiudicandosi la medaglia d'argento, unica medaglia del paese centroamericano nella manifestazione. Partecipò anche al Torneo Pre-Olimpico che permise all'Honduras di partecipare alle sue prime Olimpiadi, quelle di Sydney 2000.
Turcios ha partecipato inoltre alle qualificazioni per Corea del Sud-Giappone 2002 e Germania 2006, oltre che alla Copa América 2001. In coppia con Amado Guevara a centrocampo, contribuì al terzo posto dell'Honduras nella competizione. L'ultimo torneo ufficiale giocato da Turcios è la CONCACAF Gold Cup 2005, in cui la Nazionale honduregna è giunta al terzo posto, sotto la guida dell'esperto commissario tecnico José de la Paz Herrera. Il 4 giugno 2008, dopo un periodo di esclusione dalla Nazionale, è tornato durante le qualificazioni per Sudafrica 2010.

## Palmarès

### Club

#### Competizioni nazionali
- Campionato honduregno: 5

Motagua: Apertura 2002
Olimpia: Apertura 2005, Clausura 2005, Apertura 2006, Clausura 2008